# 克拉蒙
克拉蒙（法語：Cramont，法語發音：[kʁamɔ̃]）是法国上法蘭西大區索姆省的一个市镇，属于阿布维尔区。

## 地理
克拉蒙（50°8'53"N, 2°3'18"E）面积9.56 平方千米，位于法国上法蘭西大區索姆省，该省份为法国北部沿海省份，北起加来海峡省和北部省，西接滨海塞纳省和大西洋英吉利海峡，南至瓦兹省，东临埃纳省。
与克拉蒙接壤的市镇（或旧市镇、城区）包括：库隆维莱尔、孔特维尔、栋莱热隆维莱尔、迈松罗朗、梅尼勒栋克尔。

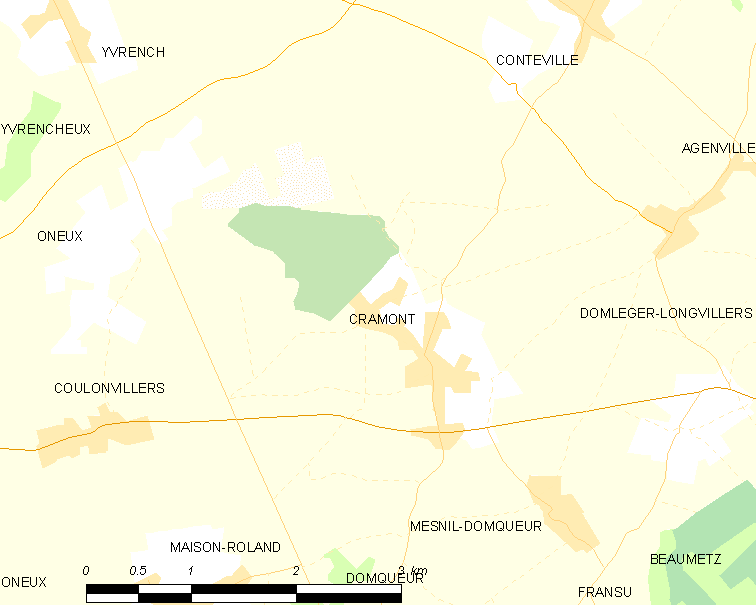
克拉蒙的OSM定位图

克拉蒙的时区为UTC+01:00、UTC+02:00（夏令时）。

## 行政
克拉蒙的邮政编码为80370，INSEE市镇编码为80221。

## 政治
克拉蒙所属的省级选区为吕镇县。

## 人口

1962-2008年间克拉蒙人口变化图示

克拉蒙于2022年1月1日时的人口数量为304人。